# میان‌پنجه‌سانان
میان‌پنجه‌سانان (نام علمی: Mesonychia) آرایه‌ای منقرض‌شده از سم‌داران گوشت‌خوار و همه‌چیزخوار با جثه کوچک تا بزرگ و از خویشاوندان جفت‌سم‌سانان بودند. میان‌پنجه‌سان‌ها حدود ۶۳ میلیون سال پیش یعنی در اوایل پالئوسن پای بر زمین گذاشتند، در پایان ائوسن تعدادشان به شدت رو به کاهش نهاد، و در نهایت با انقراض واپسین سرده‌شان به نام مغولی‌دزد (Mongolestes) حدود ۲۸ میلیون سال پیش یعنی در اوایل اولیگوسن، چهره از زمین برکشیدند.
میان‌پنجه‌سانان احتمالاً در چین فرگشت یافتند؛ جایی که ابتدایی‌ترین آن‌ها مانند دزد یانگتانگ  (Yangtanglestes) در آغاز پالئوسن در آن سرزمین حضور داشتند. بیشترین تنوع این جانوران در آسیا بود، اما گروهی از آن‌ها نیز توانستند به اروپا و آمریکای شمالی نیز راه یابند. از جمله آن‌ها دیساکوس گوشت‌خواری به اندازه شغال بود که در سرتاسر قلمرو نیم‌کره شمالی یافت می‌شد. از آنجا که گوشت‌خوارانی چون گوشت‌دندان‌سانان و گوشت‌خوارسانان در آسیا حضور نداشتند یا کمیاب بودند، میان‌پنجه‌سانان کنام درندگان در آسیای شرقی پالئوسن را در سلطه خود داشتند.